# Adangmes
Els adangmes (o dangmes) són els membres d'un grup ètnic que tenen com a llengua materna l'adangme i que viuen al sud-est de Ghana, a les regions Volta i Oriental. Hi ha entre 800.000 (ethnologue, 2004) i 1.060.000 adangmes. El seu codi ètnic és NAB59f i el seu ID al joshuaproject és 11491.

## Territori i pobles veïns
Segons el mapa lingüístic de Ghana, el territori dangme té dues zones diferents. La més petita està al nord, en una península i una illa al centre del llac Volta i la més gran està a la riba occidental del riu Volta des del sud de l'embassament fins a la costa. En la zona més septentrional, els dangmes són veïns dels àkans al nord i a l'oest. Aquests també limiten amb la porció de terreny més gran del territori dangme a l'oest, on també tenen com a veïns els cherepons, els lartehs i els ga. A l'est, els dangmes limiten amb els éwés, els àkans i els gua.

## Tribus i clans
Els diferents subgrups ètnics que parlen la llengua dangme són els ades, els osudokus, els naya krobos, els yilo krobos, els shais, els pramprams i els kpones. Els kpones són un poble adangme que parla la llengua ga.
Les divisions polítiques dels clans adangmes coincideixen amb els diferents dialectes: ada, ningo, prampram (litorals), shai, krobo i osudoku (de l'interior).

## Llengües
La llengua materna dels adangmes és l'adangme, que és molt propera a la llengua ga, que parlen els kpones, que són un subgrup adangme. Els dangmes també parlen l'anglès, que és la llengua oficial de Ghana.

## Religió i creences
Segons el joshuaproject, el 93% dels adangmes són cristians, el 3% són islàmics, el 3% es consideren no religiosos i l'1% creuen en religions africanes tradicionals. Un 40% dels adangmes cristians pertanyen a esglésies independents, el 30% són catòlics i el 30% són protestants. El 25% dels adangmes cristians segueixen moviments evangèlics.
Segons Louis-Vincent Thomas els adangmes són animistes i creuen que la seva veritable esposa està a l'altre món. Per tal de no infligir mal a aquesta esposa, que és molt gelosa, ells se n'han d'ocupar fent-li ofrenes davant una petita estatueta que la representa. Així, els homes dangmes, a banda d'ocupar-se de la seva esposa en aquest món, s'ha d'ocupar també de la seva esposa del més enllà.

### El culte de Trokosi
Entre els ewes, Trokosi significa <<esclaus d'una divinitat>>.
Les nenes poden ser venuts perquè durant la seva vida serveixin al fetitxe del Trokosi per tal de depurar un delicte (assassinat o el robatori ...) de la família, però sovint això significa que les redueixin a l'esclavitud. Aquesta tradició existeix des del XVII. Els ewes de la regió d'Accra i altres nacions del sud-est també segueixen aquest costum. L'Associació de GNL estima que hi ha prop de 4.500 esclaus en els 76 convents relacionats amb aquest culte a Ghana.
El ghaneà Mark Wisdom va crear el Fetish Slaves Liberation Mouvement (FESLIM) juntament amb la canadenca Sharon Titian, que lluita contra tota forma d'esclavitud. Aquests van pressionar perquè el 1998 s'aprovés una llei contra aquesta pràctica. En quatre anys, gràcies als seus esforços i als de l'organització International Needs Ghana, reconeguda per l'ONU, es van alliberar unes 2.800 noies. Aquestes, des de llavors, són protegides per organitzacions locals que les eduquen.
Tot i això, encara hi ha resistències, ja que els sacerdots acusen a aquestes organitzacions d'anar en contra del dret de culte que està reconegut per la Constitució. Es justifiquen dient que moltes noies, després de l'alliberació, demanen d'ocupar-se novament de la divinitat. Mark Wisdom va declarar que la servitud també és anticonstitucional. Els sacerdonts accepten alliberar les esclaves a canvi de fortes sumes de diners o de caps de bestiar.